# Setge de Baler
El Setge de Baler (1 de juliol de 1898 - 2 de juny de 1899) va ser un setge al que va ser sotmès un destacament espanyol per part dels insurrectes filipins a l'església del poble de Baler, a l'illa filipina de Luzón, durant 337 dies. Des de desembre de 1898, amb la signatura del Tractat de París entre Espanya i els Estats Units, es posava fi formalment a la guerra entre tots dos països (que havien signat un alto el foc a l'agost) i Espanya cedia la sobirania sobre les Filipines als Estats Units. A causa d'això, els assetjats de Baler són coneguts com els últims de les Filipines.

## Antecedents

Emilio Aguinaldo, líder de la revolució filipina i primer president de la República de Filipines.

En 1896 la societat secreta filipina Katipunan va iniciar una insurrecció contra el govern colonial espanyol, però a la fi de 1897, amb el Pacte de Biak-na-Bató, es va arribar a l'aparent resolució del conflicte. Com a part del pacte, Emilio Aguinaldo i altres líders de la revolució es van exiliar a Hong Kong. En aquest clima d'aparent pau, el govern espanyol va reduir el nombre d'efectius destinats en algunes de les seves guarnicions. A principis de 1898, els 400 homes del destacament de Baler van ser rellevats per un altre de 50 soldats. El 15 de febrer, a Cuba, l'enfonsament del Maine va servir de casus belli per a l'inici de la Guerra hispano-nord-americana. Després de la derrota de la flota espanyola per la nord-americana a Cavite (Manila Bay) l'1 de maig. Aguinaldo i els seus, finançats i armats per Estats Units, van tornar a les Filipines i van reprendre la revolució. Al mes següent el destacament de Baler, desconeixedor de l'esclat de la guerra amb els Estats Units i de la recentment proclamada independència de les Filipines, va ser atacat pels revolucionaris filipins i es va refugiar a l'església, començant així el setge.

## Setge
Des del principi del setge, les forces assetjadores van intentar en va la rendició de les tropes espanyoles mitjançant l'enviament de notícies, que els informaven del desenvolupament del conflicte entre els espanyols amb els insurrectes filipins i els invasors nord-americans. Després de la caiguda de Manila en mans americanes, a l'agost, les autoritats espanyoles van enviar repetidament missives i enviats per aconseguir la seva rendició, igualment sense aconseguir-ho. Els assetjadors també van enviar a l'agost a dos franciscans espanyols que tenien presoners perquè convencessin als assetjats, sense èxit. Aquests, no obstant això, es van quedar amb el destacament espanyol durant la resta del setge.
El Tractat de París, que va donar per finalitzada la guerra entre Espanya i els Estats Units, es va signar el desembre de 1898, entrant en vigor a l'abril de l'any següent. En el mateix i com a part de les condicions imposades, Espanya cedia la sobirania sobre Filipines als Estats Units. El febrer de 1899 els filipins, enganyats i atacats pels nord-americans, als quals creien aliats, van decidir resistir per les armes, començant una nova fase del conflicte: la Guerra filipino-estatunidenca, de la qual els espanyols eren ja sols espectadors, mentre les últimes tropes eren repatriades a Espanya. Nous emissaris espanyols van fracassar en l'intent de convèncer els assetjats que deposessin les armes i tornessin a Manila. A l'abril, les autoritats militars nord-americanes van enviar, a petició espanyola, una canonera per alliberar al destacament de Baler, però les tropes desembarcades van caure en mans dels filipins, sense aconseguir el seu propòsit.
A finals de maig, un nou enviat espanyol, el tinent coronel Aguilar, va arribar a Baler per ordre del governador general espanyol, amb ordres que els assetjats deposessin la seva resistència i l'acompanyessin a Manila, però aquests van tornar a desconfiar i va haver de marxar sense aconseguir el seu objectiu. No obstant això, en fullejar els assetjats uns periòdics deixats a l'església per Aguilar, van descobrir una notícia que no podia haver estat inventada pels filipins, convencent-se finalment que Espanya ja no ostentava la sobirania de les Filipines i que no tenia sentit continuar resistint a l'església. El 2 de juny de 1899, el destacament espanyol de Baler es va rendir donant fi a 337 dies del setge.
Les autoritats filipines van acceptar unes condicions honroses de capitulació i van permetre el seu pas, sense considerar-los presoners, fins a Manila, amb el president filipí Aguinaldo emetent un decret en el qual exaltava el seu valor. Després d'una rebuda apoteòsica a la capital filipina, els supervivents van ser repatriats a Espanya.